# Jamie Bernadette
Jamie Bernadette (n. 14 decembrie 1987, Kankakee⁠(d), Illinois, SUA) este o actriță și o producătoare americană.
Primele sale roluri au fost în thriller-ul ,,Fiul lui Sam" și ,,Struck" (ambele din 2008), a jucat alături de Kelly Preston și Jenna Elfman. În 2009 a avut un rol principal cu David Carradine în filmul ,,Răul Absolut". Din anul 2010 ea a fost văzută în filme mai populare cum ar fi MILF (2010), Axeman (2013), What Now (2015) cu Ice-T, Mortdecai (2015), cu Johnny Depp, Jem and the Holograms (2015), The Darkness (2016), cu Kevin Bacon, All Girls Weekend (2016) și The Interview (2017). De asemenea a apărut într-un episod din The Neighbors.

## Filmografie
| Anul | Titlul filmului               |
| ---- | ----------------------------- |
| 2008 | Son of Sam                    |
| 2008 | Struck                        |
| 2009 | Absolute Evil                 |
| 2010 | MILF                          |
| 2012 | Celebrity Sex Tape            |
| 2012 | Reel Evil                     |
| 2013 | Axeman                        |
| 2014 | The Bunnyman Massacre         |
| 2015 | Mortdecai                     |
| 2016 | Hot Bot                       |
| 2016 | A Week In London              |
| 2016 | The Darkness                  |
| 2016 | Let's be Evil                 |
| 2016 | All Girls Weekend             |
| 2017 | The Interview                 |
| 2019 | I Spit on Your Grave: Deja Vu |
| 2019 | The Furnace                   |
| 2020 | Dead By Dawn                  |